# Леденьга (приток Сухоны)
Леденьга — река в Вологодской области России.
Протекает по территории Бабушкинского и Тотемского районов. Образуется слиянием рек Войманги и Леджи южнее села имени Бабушкина. Впадает в реку Сухону в 270 км от её устья по правому берегу. Длина реки составляет 57 км, площадь водосборного бассейна — 736 км².
Вдоль течения реки расположены населённые пункты Бабушкинского сельского поселения — село имени Бабушкина, посёлки Юрманга и Леденьга.

## Притоки (км от устья)
- 30 км: река Пажуха (пр)
- 33 км: река Ивачиха (лв)
- 43 км: река Юрманга (пр)
- 57 км: река Войманга (лв)
- 57 км: река Леджа (пр)

## Данные водного реестра
По данным государственного водного реестра России относится к Двинско-Печорскому бассейновому округу, водохозяйственный участок реки — Северная Двина от начала реки до впадения реки Вычегда, без рек Юг и Сухона (от истока до Кубенского гидроузла), речной подбассейн реки — Сухона. Речной бассейн реки — Северная Двина.
Код объекта в государственном водном реестре — 03020100312103000008305.